# كلود بيرتن
كلود بيرتن (بالفرنسية: Claude Bertin)‏ هو نحات فرنسي، ولد في القرن السابع عشر، وتوفي في 1705.